# 加藤知典
加藤 知典（かとう とものり、1949年5月10日 - 2015年没、享年66歳）は、日本の作曲家・編曲家、バンドディレクター。埼玉県生まれ。日本音楽著作権協会会員。

## 略歴
- 1972年、東京音楽大学器楽科、トランペット専攻卒業。金石幸夫に師事。在学中、「走れコータロー」がヒットしたソルティー・シュガーに「泣くなゴンベー」「風と雲」の楽曲提供。「泣くなゴンベー」はビクターより発売。卒業後、日本楽器製造株式会社（現ヤマハ）に管楽器講師として登録。講師として活動する傍らCM音楽の作曲・編曲・ボーカルを手がける。

- 1973年、「朝のかもめ」「地球への旅」の作曲・編曲、ボーカルでビクターよりデビュー。
- 1975年、PLAYBOY本版創刊3周年記念懸賞論文作曲部門1位。
- 1978年、ヤマハ委任バンドディレクターとなる。
- 1981年、環境庁委託業務「ぜんそく児に対する音楽療法」に管楽器指導者として3年間参加、その後、神奈川県立こども医療センターにて自主研究に3年間参加。
- 1989年、ヤマハ入社、バンドディレクター・音楽プロデューサーとして勤務。在職中、各地の小学校管楽器教育研究会や吹奏楽連盟の研修会講師を務める他、金管バンドや吹奏楽の楽曲ならびに編曲作品を多数提供。
- 2009年、ヤマハ定年退職。
- 2011年4月　中国四川省、第1回ヤマハ杯吹奏楽コンクールの審査員、及び指導者研修会の講師して訪中。
- 現在バンドディレクターとして活動する他、幼児音楽指導、音痴矯正も行っている。特に初心者指導、初級バンドの育成に力を入れている。

## 作曲作品

### 作曲
- 埼玉県深谷市立川本北小学校校歌 吉田恵一 作詞[1]
- 埼玉県新座市立池田小学校校歌
- 川崎市立東小倉小学校校歌 森久保安美 作詞
- 川崎市立岡上小学校校歌 森久保安美 作詞
- 川崎市立桜本小学校校歌 森久保安美 作詞
- 川崎市立千代ヶ丘小学校「あいうえ行進曲」 森久保安美 作詞
- 川崎市立新町小学校「ともだちマーチ」 森久保安美 作詞
- 横浜市立若葉台第一幼稚園園歌 岩永嘉弘 作詞
- 泣くなゴンベー 北山修 作詞
- 風と雲 池田謙吉 作詞
- 朝のかもめ 岩永嘉弘 作詞
- 地球への旅 岩永嘉弘 作詞
- ピテカントロプスの唄 加我君孝 作詞
- 四季 加我君孝 作詞
- 5匹の子犬 岩永嘉弘 作詞
- ひとりぼっちの夕暮れに 岩永嘉弘 作詞
- 小春日和 加藤和典作詞
- されどさすらう人生 加藤和典作詞
- 冬の街で 加藤和典作詞
- 三月の歌 加藤和典作詞
- 秋更ける 加藤和典作詞